# Eucordati

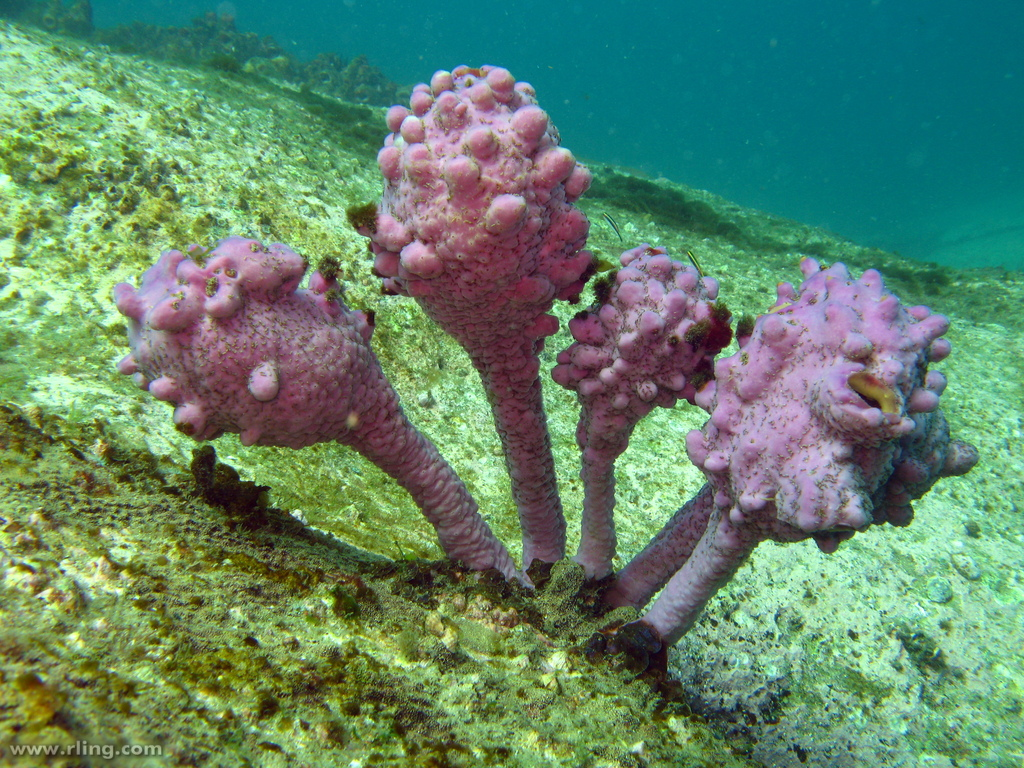
La Pyura spinifera, o tulipano di mare, è un tunicata facente parte del clade Olfactores

Gli Eucordati erano un clade che, secondo l'antica classificazione tassonomica, comprendeva il genere Craniata e Tunicata. 

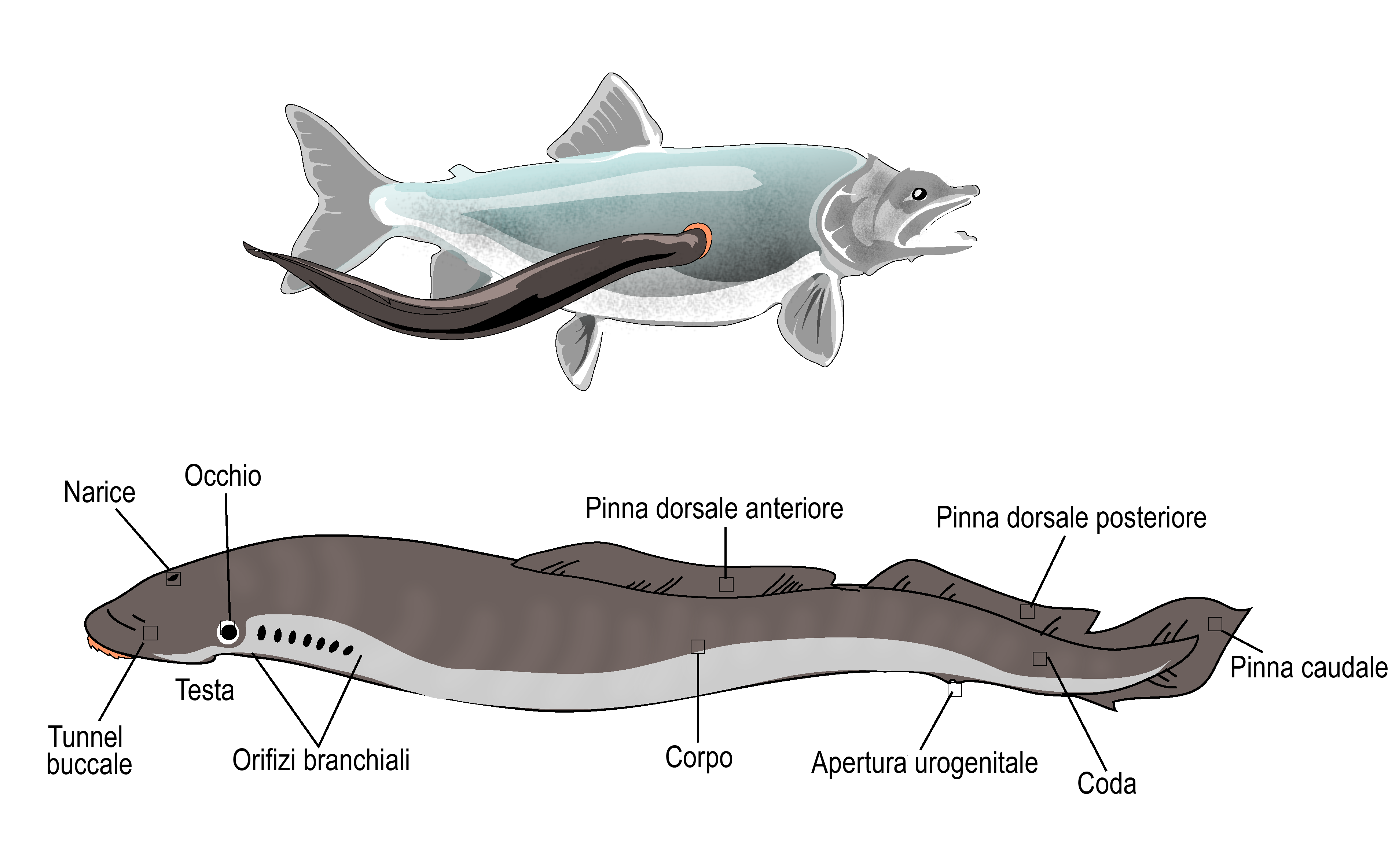
La lampreda appartiene al subphylum dei Cyclostomata, del clade Olfactores

È stato sostituito dal clade Olfactores, sister group di quello dei Cefalocordati, comprendente i subphylum dei Vertebrata, dei Ciclostomata e dei Tunicata.